# Torquay United
Torquay United (offiziell: Torquay United Football Club) – auch bekannt als The Gulls – ist ein englischer Fußballverein aus der Küstenstadt Torquay in Devon. Der Verein spielt seit der Saison 2023/24 in der National League South.

## Geschichte

### Anfangsjahre
Die Anfangsgeschichte von Torquay United ist die Geschichte von drei verschiedenen Mannschaften. Torquay United wurde 1899 von einer Gruppe von Schulabgängern unter der Anleitung von Sergeant-Major Edward Tomney gegründet. Nachdem im ersten Jahr nur Freundschaftsspiele ausgetragen wurden, nahm der Verein ab 1900 an der Devon League teil. 1909 wurde die Meisterschaft gewonnen. Ein Jahr später fand die Fusion mit dem bisherigen Ortsrivalen Ellacombe statt und der Verein wurde in Torquay Town umbenannt.
Im gleichen Jahr bezog der Verein ein neues Stadion. Die Spielstätte Plainmoor musste allerdings mit dem Ortsrivalen Babbacombe geteilt werden, die in derselben Liga, der Plymouth and District League, spielten. 1912 gelang Torquay Town hier der Gewinn der Meisterschaft.

### Profistatus
1921, nachdem Torquay Town verzweifelt versucht hatte, sich Exeter City und Plymouth Argyle als Profiklub anzuschließen, kam es zur Fusion mit Babbacombe. Unter dem heutigen Namen Torquay United wurde der Verein in einen Profiklub umgewandelt. Als Trikot wurde ein schwarz-weiß gestreiftes Jersey ausgewählt, was dem Verein den Spitznamen Magpies gab, den Newcastle United wegen seiner Farben noch heute trägt.
Als Profiverein trat man 1921/22 in der Western League an und erreichte in der ersten Saison den fünften Platz. In der folgenden Saison spielte man in der Southern League und wurde Sechster. 1927 gelang der erste Platz, als man  Bristol City aufgrund des besseren Torverhältnisses hinter sich ließ, und man wurde in die Football League aufgenommen.
Am 27. August 1927 trat man vor 11.625 Zuschauern im heimischen Plainmoor gegen Exeter City zum ersten Spiel im englischen Profiligasystem an und erreichte ein 1:1-Unentschieden. Am Ende der Saison stand man allerdings auf dem letzten Platz, wurde jedoch wiedergewählt und blieb in der Liga.
In den 1930er Jahren musste der Verein gegen finanzielle Probleme ankämpfen, vor allem als man das von einem Sturm zerstörte Stadiondach ersetzen musste. Derart geschwächt erreichte die Mannschaft regelmäßig hintere Platzierungen in der Liga, ehe der Zweite Weltkrieg den Spielbetrieb einschränkte bzw. unterbrach.

### Nachkriegsära
In der ersten Saison nach Ende des Krieges erreichte man wiederum nur den 19. Platz. Mit der Verpflichtung von Sammy Collins, der in seiner Karriere insgesamt 219 Tore für den Verein schießen sollte, kam es in den Folgejahren jedoch zum Aufschwung und der Club schaffte in den folgenden Jahren mittlere bis vordere Plätze.
1955 entschied man, die Trikotfarben zu ändern. Die alten schwarz-weiß gestreiften Jerseys wurden durch die heutigen Farben gold und blau ersetzt. Die neuen Farben sollten an die Herkunft erinnern: blau für die See und gold für Sand und Sonne.
1957 beendete man die Saison nur wegen der schlechteren Tordifferenz als Zweiter der Third Division South. Allerdings wurde der Verein in der folgenden Saison wegen der Neuordnung und Deregionalisierung des englischen Ligasystems in die Fourth Division versetzt. Zwar gelang der sofortige Aufstieg, man konnte jedoch nur zwei Jahre die Klasse in der Third Division halten.
1963 verpflichtete der Verein für die damalige Vereinsrekordsumme von 6.000 Pfund den Stürmer Robin Stubbs von Birmingham City, der von den Anhängern Torquays zum besten Spieler aller Zeiten des Vereins gewählt wurde. Aber erst als der Trainer 1965 nach einer der schlechtesten Saisons des Vereins seit langem, man war nur 12. der Fourth Division geworden, durch Frank O’Farrell, der ersetzt worden war, ging es wieder bergauf. Gleich im nächsten Jahr gelang als Dritter der Aufstieg in die Division Three.
1968 verpasste man den Aufstieg in die Division Two nur knapp, als man Vierter der Division Three wurde, aus der die ersten drei jedes Jahr aufsteigen. Im selben Jahr wurden die Anhänger des Vereins zu den „Best Behaved Supporters In The League“ gewählt.
Nach dem Abstieg in die Fourth Division 1972 kam es zu einer ereignisarmen Periode in der Vereinsgeschichte. Einzig Pat Kruse machte 1977 Schlagzeilen, als er nach 6 Sekunden ins eigene Netz traf und damit einen Weltrekord für das schnellste Eigentor der Fußballgeschichte aufstellte.

### Ganz unten
Mitte der 1980er Jahre hatte der  Verein eine schwere Zeit zu durchstehen, als man sich am Ende der vierten Liga wiederfand. Am 2. Mai 1984 stellte man einen Negativrekord auf, als lediglich 967 Zuschauer das Heimspiel gegen Chester City sehen wollten. Im folgenden Jahr wurde man Letzter und musste auf die Wiederwahl hoffen, um in der Liga zu bleiben. Glücklicherweise durfte man in der Liga bleiben. Zusätzliche Probleme entstanden, als im Mai die Haupttribüne einem Feuer zum Opfer fiel und die Gegengerade verkauft und zum Schrottplatz umfunktioniert wurde.
Auch 1986 wurde man zwar Letzter, jedoch wiedergewählt. Im folgenden Jahr wurde die Wiederwahl abgeschafft und der automatische Abstieg in die Football Conference eingeführt. So kam es am letzten Spieltag zum entscheidenden Spiel, als man einen Punkt Vorsprung auf den FC Burnley und einen Punkt Rückstand auf Lincoln City hatte. Torquay musste daheim gegen Crewe Alexandra (mit dem jungen David Platt) antreten. Nachdem es zur Halbzeit 0:2 stand, gelang Jim McNichol kurz nach Wiederanpfiff der Anschlusstreffer. Trotz eines dauerhaften Sturmlaufs schien der (aufgrund der anderen Ergebnisse rettende) Ausgleichstreffer nicht fallen zu wollen. Jedoch wurde fünf Minuten vor Schluss eine Anekdote des englischen Fußballs geschrieben, als ein Polizeihund namens Bryn den heranstürmenden McNichol als Angreifer auffasste und sich in dessen Oberschenkel verbiss. In der vierten Minute der dadurch resultieren Nachspielzeit gelang Paul Dobson der wohl wichtigste Treffer der Vereinsgeschichte zum Ausgleich, der den Klassenerhalt bedeutete. Das sich als fast schon gerettet erachtete Lincoln City musste den Gang ins Amateurlager antreten. Diese Anekdote wurde in der Netflix-Serie Die Stärke des Verlierens dokumentiert.

### Auf und ab
1988, unter dem neuen Trainer Cyril Knowles, schaffte man die Qualifikation für die Aufstiegs-Play-offs, scheiterte jedoch im Wiederholungsspiel an Swansea City. Im Sommer verließ Lee Sharpe, der später u. a. auch für Sampdoria Genua spielen sollte, den Verein in Richtung Manchester United, was mit 180.000 Pfund eine der höchsten Ablösesummen der Vereinsgeschichte einbrachte.
1989 spielte der Verein zum ersten Mal in der Geschichte in Wembley, als man sich für das Finale der Football League Trophy qualifizieren konnte. Allerdings ging das Spiel trotz 1:0-Führung vor 46.500 Zuschauern mit 1:4 gegen die Bolton Wanderers verloren.
Am 31. Mai 1991 trat man erneut in Wembley an. Dieses Mal ging es um das Play-off-Finale um den Aufstieg in die Division Three. Ein 2:2 nach der regulären Spielzeit und keine weiteren Treffer in der Verlängerung bedeuteten eine Entscheidung im Elfmeterschießen. Durch ein 5:4 schaffte Torquay den Aufstieg.
Allerdings wurde man 23. und damit Vorletzter. Man stieg ab aufgrund der Einführung der Premier League, blieb allerdings nominell in der Division Three, die nun die vierte Liga war.
1994 scheiterte man in den Aufstiegs-Play-offs an Preston North End. Zwei Jahre später wurde man allerdings aufgrund einer desaströsen Saison Letzter. Der Abstieg ins Amateurlager fand jedoch nicht statt, da das Stadion von Stevenage Borough, dem Meister der Nationwide Conference, als untauglich für den Profibereich erachtet wurde.
1998 qualifizierte man sich wiederum für die Aufstiegs-Play-offs, scheiterte jedoch im Finale in Wembley mit 0:1 an Colchester United. Kurz darauf gab man den Transfer von Rodney Jack zu Crewe Alexandra bekannt. Die 500.000 Pfund Ablöse sind heute noch gültiger Vereinsrekord. Stattdessen gab Chris Waddle ein kurzes Gastspiel, als er seine Karriere bei Torquay beenden wollte, aber bereits nach wenigen Wochen wegen der weiten Anreise von Yorkshire den Verein wieder verließ.
2004 schaffte der Verein den direkten Aufstieg, musste allerdings nach nur einer Saison wieder aus der Football League One absteigen. In der folgenden Saison entging man nur knapp dem Abstieg ins Amateurlager, den man schließlich 2007 als Tabellenletzter der Football League Two hinnehmen musste. 2009 kehrte der Club in die Football League Two zurück.

## Bekannte Spieler
- Robin Stubbs (1963–1969)
- John Bond (1966–1969)
- Colin Lee (1977)
- Justin Fashanu (1982–1985)
- Lee Sharpe (1988)
- Charlie Oatway (1995–1997)
- Garry Nelson (1996–1997)
- Chris Waddle (1998–1999)
- Neville Southall (1998–2000)
- David Graham (2001–2004, 2007)
- Jo Kuffour (2002–2006)